# كأس ملك إسبانيا 1952
كأس ملك إسبانيا 1952 (بالإسبانية: Copa del Generalísimo de fútbol 1952) هو موسم من كأس ملك إسبانيا. أقيم بتاريخ 1952، وفاز فيه نادي برشلونة.